# Woodford (Vermont)
Woodford ist eine Town im Bennington County des Bundesstaates Vermont in den Vereinigten Staaten mit 355 Einwohnern (laut Volkszählung von 2020).

## Geografie

### Geografische Lage
Woodford liegt im Süden des Bennington Countys, in den Green Mountains. Der größte Fluss, der die Town in westlicher Richtung durchfließt, ist der Walloomsac River. Er mündet in den Hoosic River. Auf dem Gebiet der Town befinden sich mehrere Seen. Der größte ist der zentral gelegene Big Pond im Osten der Town. Die Oberfläche ist hügelig und die höchste Erhebung ist der zentral in der Town gelegene 842 m hohe Prospect Mountain.

### Nachbargemeinden
Alle Angaben als Luftlinien zwischen den offiziellen Koordinaten der Orte aus der Volkszählung 2010.
- Norden: Glastenbury, 2,2 km
- Nordosten: Somerset, 12,2 km
- Osten: Searsburg, 12,8 km
- Südosten: Readsboro, 12,4 km
- Süden: Stamford, 3,3 km
- Südwesten: Pownal, 15,2 km
- Westen: Bennington, 15,0 km
- Nordwesten: Shaftsbury, 15,2 km

### Klima
Die mittlere Durchschnittstemperatur in Woodford liegt zwischen −7,78 °C (18° Fahrenheit) im Januar und 18,3 °C (65° Fahrenheit) im Juli. Damit ist der Ort gegenüber dem langjährigen Mittel der USA um etwa 10 Grad kühler. Die Schneefälle zwischen Oktober und Mai liegen mit über fünfeinhalb Metern knapp doppelt so hoch wie die mittlere Schneehöhe in den USA, die tägliche Sonnenscheindauer liegt am unteren Rand des Wertespektrums der USA.

## Geschichte

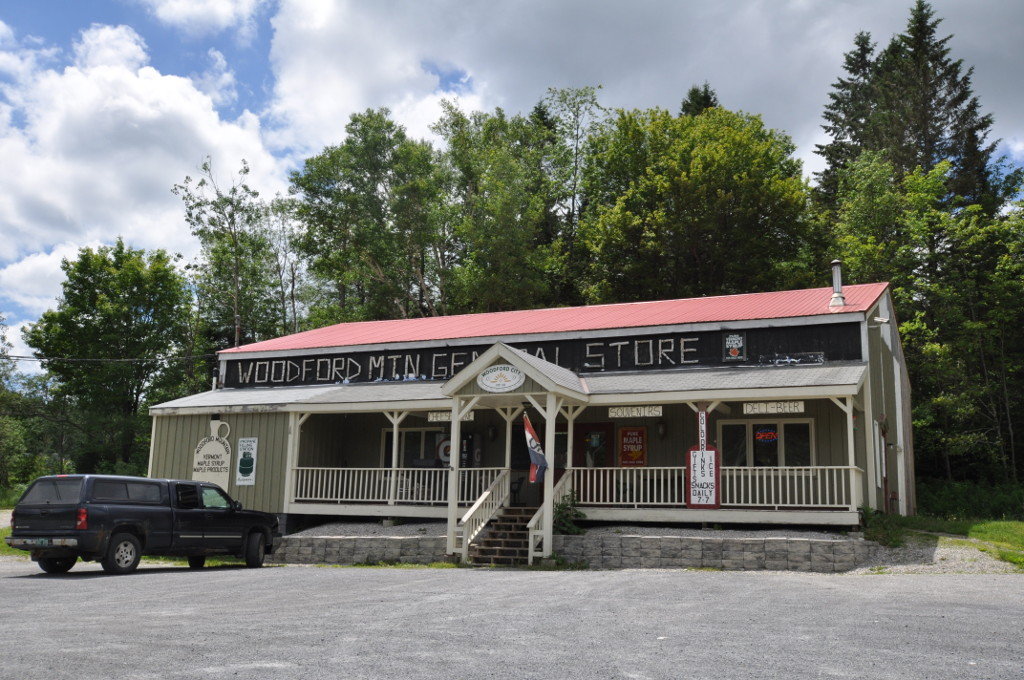
General Store Woodford

Der Grant für Woodford wurde am 6. März 1753 durch Benning Wentworth im Rahmen seiner New Hampshire Grants mit 23.040 acres (etwa 93 km²) vergeben. Da die Town zunächst nicht besiedelt wurde, wurde nach Ende des Amerikanischen Unabhängigkeitskriegs der Grant am 12. August 1762 erneut vergeben.
Erste Siedler in der Town waren Avid Serril und Josiah Lawrence im Sommer 1781. Sie siedelten im Südwesten der Town. Die konstituierende Versammlung der Town fand 1789 statt.
1985 wurde der Woodford State Park gegründet. Er umfasst eine Fläche von 400 acres.

### Einwohnerentwicklung
| Volkszählungsergebnisse – Town of Woodford, Vermont | Volkszählungsergebnisse – Town of Woodford, Vermont | Volkszählungsergebnisse – Town of Woodford, Vermont | Volkszählungsergebnisse – Town of Woodford, Vermont | Volkszählungsergebnisse – Town of Woodford, Vermont | Volkszählungsergebnisse – Town of Woodford, Vermont | Volkszählungsergebnisse – Town of Woodford, Vermont | Volkszählungsergebnisse – Town of Woodford, Vermont | Volkszählungsergebnisse – Town of Woodford, Vermont | Volkszählungsergebnisse – Town of Woodford, Vermont | Volkszählungsergebnisse – Town of Woodford, Vermont |
| Jahr                                                | 1700                                                | 1710                                                | 1720                                                | 1730                                                | 1740                                                | 1750                                                | 1760                                                | 1770                                                | 1780                                                | 1790                                                |
| --------------------------------------------------- | --------------------------------------------------- | --------------------------------------------------- | --------------------------------------------------- | --------------------------------------------------- | --------------------------------------------------- | --------------------------------------------------- | --------------------------------------------------- | --------------------------------------------------- | --------------------------------------------------- | --------------------------------------------------- |
| Einwohner                                           |                                                     |                                                     |                                                     |                                                     |                                                     |                                                     |                                                     |                                                     |                                                     | 60                                                  |
| Jahr                                                | 1800                                                | 1810                                                | 1820                                                | 1830                                                | 1840                                                | 1850                                                | 1860                                                | 1870                                                | 1880                                                | 1890                                                |
| Einwohner                                           | 138                                                 | 254                                                 | 212                                                 | 395                                                 | 487                                                 | 423                                                 | 379                                                 | 371                                                 | 487                                                 | 353                                                 |
| Jahr                                                | 1900                                                | 1910                                                | 1920                                                | 1930                                                | 1940                                                | 1950                                                | 1960                                                | 1970                                                | 1980                                                | 1990                                                |
| Einwohner                                           | 279                                                 | 187                                                 | 231                                                 | 139                                                 | 170                                                 | 198                                                 | 207                                                 | 286                                                 | 314                                                 | 331                                                 |
| Jahr                                                | 2000                                                | 2010                                                | 2020                                                | 2030                                                | 2040                                                | 2050                                                | 2060                                                | 2070                                                | 2080                                                | 2090                                                |
| Einwohner                                           | 414                                                 | 424                                                 | 355                                                 |                                                     |                                                     |                                                     |                                                     |                                                     |                                                     |                                                     |

## Wirtschaft und Infrastruktur

### Verkehr
Die Vermont State Route 9, auch Molly Stark Trail genannt, verläuft zentral durch der Town in west-östlicher Richtung von Bennington im Westen nach Searsburg im Osten.

### Öffentliche Einrichtungen
Neben den üblichen städtischen Einrichtungen und der Grundschule sind in Woodford keine öffentlichen Einrichtungen angesiedelt. Das nächstgelegene Krankenhaus, das Southwestern Medical Center, befindet sich in Bennington.

### Bildung
Woodford gehört mit Bennington, North Bennington, Pownal und Shaftsbury zur Southwest Vermont Supervisory Union.
In Woodford befindet sich die Woodford Hollow Elementary School.
In Woodford gibt es keine Bücherei. Die nächstgelegenen befinden sich in Bennington, Arlington oder Wilmington.